# Maurice Denuzière
Maurice Denuzière (Saint-Étienne, 29 agosto 1926) è uno scrittore e giornalista francese, vincitore del Premio Bancarella nel 1980 con il romanzo storico Louisiana.

## Biografia
Terminati gli studi di giornalismo, debutta nel 1951 come cronista per i quotidiani Le Monde e France Soir. Romanziere e novellista, conquista il successo con la pubblicazione dei sei volumi di Louisiana, pubblicati dal 1977 al 1987; il romanzo nacque da un'inchiesta giornalistica sui francesi negli Stati Uniti e racconta la saga di una famiglia di ricchi proprietari terrieri nell'Ottocento.
A gennaio del 2010 viene insignito dell' Ordine della arti e delle lettere.

## Opere
- Serie Louisiane:
  - Louisiane, (tome I), Lattès, 1977 (ed. it. Louisiana, Rizzoli, Milano 1979)
  - Fausse-Rivière (Louisiane tome II), Lattès, 1979 (ed. it. Ritorno a Bagatelle, Rizzoli, Milano 1980)
  - Bagatelle (Louisiane tome III), Lattès, 1981 (ed. it. Il cavaliere del Mississippi, Rizzoli, Milano 1981)
  - Les Trois Chênes, (Louisiane tome IV), Denoël, 1985 (ed. it. Le Tre Querce, Rizzoli, Milano 1986)
  - L'Adieu au Sud (Louisiane tome  V), Denoël, 1987 (ed. it. Addio al sud, Rizzoli, Milano 1990)
  - Les années Louisiane (Louisiane tome VI), Denoël, 1987
- Serie Helvétie:
  - Helvétie (Tome I), 1992
  - Rive-Reine (Helvétie tome II), 1994
  - Romandie (Helvétie tome III), 1996
  - Beauregard (Helvétie tome IV), 1998
- Serie Bahamas:
  - Le Pont de Buena Vista (Tome I), 2003
  - Retour à Soledad (Tome II)
  - Un paradis perdu (Tome III)

### Altri romanzi
- Les Trois Dés, Julliard, 1959
- Une tombe en Toscane, Julliard, 1960
- L'Anglaise et le hibou, Julliard, 1961
- Comme un hibou au soleil, Lattès, 1974
- Un chien de saison, Lattès, 1979
- Pour amuser les coccinelles, Lattès, 1982
- L'Amour flou, Denoël, 1988
- Le Cornac, Fayard, 2000
- Amélie ou la concordance des temps, Fayard, 2001
- Pour amuser les coccinelles, Fayard, 2003
- L'Alsacienne, Fayard, 2009
- Un homme sans ambition, Fayard, 2011